# Cañas Gordas
Cañas Gordas es un corregimiento del distrito de Renacimiento en la provincia de Chiriquí en Panamá. La localidad tiene 3.090 habitantes (2010).